# Casa de Malcolm X—Ella Little-Collins
A Casa de Malcolm X—Ella Little-Collins é uma casa histórica situada na 72 Dale Street, no bairro de Roxbury, em Boston, Massachusetts. Construída em 1874, foi por muitos anos o lar de Ella Little-Collins, uma proeminente ativista local dos direitos civis, e foi o lar de seu irmão mais novo, Malcolm X, durante sua adolescência. Durante esse período, Malcolm X foi exposto ao Islã, iniciando seu caminho para o envolvimento na Nação do Islã. A casa foi listada no Registro Nacional de Lugares Históricos em 2021, época em que ainda era propriedade da família Collins.

## Descrição e história
A Casa de Malcolm X—Ella Little-Collins está localizada a sudoeste da Nubian Square de Roxbury, no lado sul da Dale Street, a leste do Malcolm X Park. A casa possui uma estrutura de madeira de 2+1⁄2 andares, assentada sobre uma fundação de conglomerado de Roxbury e coberta por um telhado de duas águas. Seu exterior inclui vestígios de seu estilo original Queen Anne, enquanto o interior mantém uma série de características originais do período. Uma garagem de tijolos art déco fica na parte de trás da propriedade.
A casa foi construída em 1874 por William Rumnil, um construtor local, em um terreno que antes era uma propriedade rural e uma fazenda. Foi comprada em 1941 por Ella Little-Johnson, uma afro-americana nativa da Geórgia que se mudou para Boston como parte de uma grande migração de afro-americanos do sul dos Estados Unidos. Naquele ano, ela também acolheu seu irmão Malcolm, que havia ficado efetivamente órfão devido à internação de sua mãe em 1939. Foi a principal residência de Malcolm até 1944.  A conversão de Malcolm ao Islã (e a adoção do nome "Malcolm X") começou com exposição à religião em Roxbury, e ele voltou ao bairro para estabelecer um templo da Nação do Islã na década de 1950. Sua irmã Ella (que se casou com Kenneth Collins em 1942) também era ativa na Nação e em outras organizações comunitárias, e morreu nessa casa em 1996.